# Sabana de la Mar
Sabana de la Mar – miasto w Dominikanie, w prowincji Hato Mayor.